# Змеи
Зме́и (лат. Serpentes) — подотряд класса пресмыкающихся отряда чешуйчатые. Змеи обитают на всех континентах, кроме Антарктиды и нескольких крупных островов, таких как Ирландия и Новая Зеландия, а также множества мелких островов Атлантического океана и центральной части Тихого океана. Некоторые змеи ядовиты, но неядовитые представлены бо́льшим количеством видов. Ядовитые пользуются ядом в первую очередь для охоты (чтобы убить жертву), а не для самозащиты. Яд некоторых видов достаточно силён, чтобы убить человека. Неядовитые змеи либо заглатывают добычу живьём (ужи), либо предварительно убивают (удушают) её (полозы, удавы). Самые крупные известные змеи из ныне живущих на Земле — сетчатый питон и водяной удав анаконда. Длина самых мелких змей из ныне живущих — Leptotyphlops carlae — не превышает 10 сантиметров. Размер большинства змей не превышает одного метра.
Изучением змей занимается серпентология.

## Эволюция
Змеи произошли от ящериц и являются монофилетической группой. По молекулярным данным, ближайшие их родственники среди современных ящериц — игуанообразные и веретеницеобразные, образующие вместе с ними кладу Toxicofera. Некоторые морфологические исследования указывают на то, что в эту кладу входят и мозазавры, причём они являются сестринской группой змей.
Древнейшие известные (на 2014 год) ископаемые остатки змей происходят из среднеюрских отложений Англии (около 167 млн лет назад, Eophis underwoodi). С верхнего мела остатки становятся относительно многочисленными.
Эволюция змей сопровождалась существенными изменениями в высококонсервативном регуляторном участке, отвечающем за включение экспрессии гена SHH (Sonic hedgehog). В результате замен и делеций внутри энхансера оказались «испорчены» или утрачены сайты связывания транскрипционных факторов, и ген SHH перестал включаться в тех зонах эмбриона, где у всех остальных позвоночных, от хрящевых рыб до млекопитающих, формируются почки конечностей. Сам ген и другие его регуляторные области остались при этом консервативными, как и следовало ожидать, исходя из многофункциональности гена SHH.

## Особенности строения

### Внешний вид

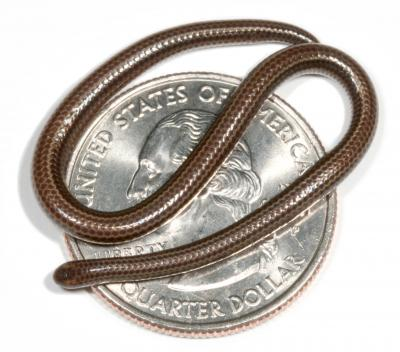
на монете в 25 центов США (24,3 мм).

Имеют удлинённое тело длиной от 8—10 см до 10 м. Конечности отсутствуют, но у некоторых представителей сохраняются рудименты задних. Хвост короткий, его длина значительно меньше длины головы и туловища вместе взятых.
От безногих ящериц змеи отличаются подвижным соединением левой и правой частей челюстей (что даёт возможность заглатывать добычу целиком), отсутствием подвижных век, барабанной перепонки и плечевого пояса.

### Кожа
Тело змеи покрыто чешуйчатой кожей. Вопреки расхожему мнению (из-за возможной путаницы змей с червями) змеиная кожа сухая, а не влажная и слизистая. У большинства видов змей кожа со стороны живота особая и приспособлена для большего сцепления с поверхностью, облегчая перемещение. Веки змеи представлены прозрачными чешуйками и остаются постоянно закрытыми. Смена кожного покрова змеи называется шелушением или линькой. У змей кожа меняется одномоментно и одним слоем. Несмотря на кажущуюся неоднородность, кожный покров змеи не является дискретным, и слущивание верхнего слоя кожи — эпидермиса — в процессе линьки напоминает выворачивание чулка наизнанку.
Форма и количество чешуек на голове, спине и животе зачастую является характерным для данного вида и используется в процессе идентификации в таксономических целях. Чешуйки называют главным образом в соответствии с их расположением на теле. У более развитых («продвинутых») змей (Caenophidia) широкие полосы ряда спинных чешуек соответствуют позвонкам, что позволяет сосчитать позвонки змеи без вскрытия. Глаза змеи покрывают специальные прозрачные чешуйки (Brille) — неподвижные веки. Таким образом, их глаза фактически всегда остаются открытыми, даже во время сна. Однако они могут быть прикрыты кольцами тела.

#### Линька

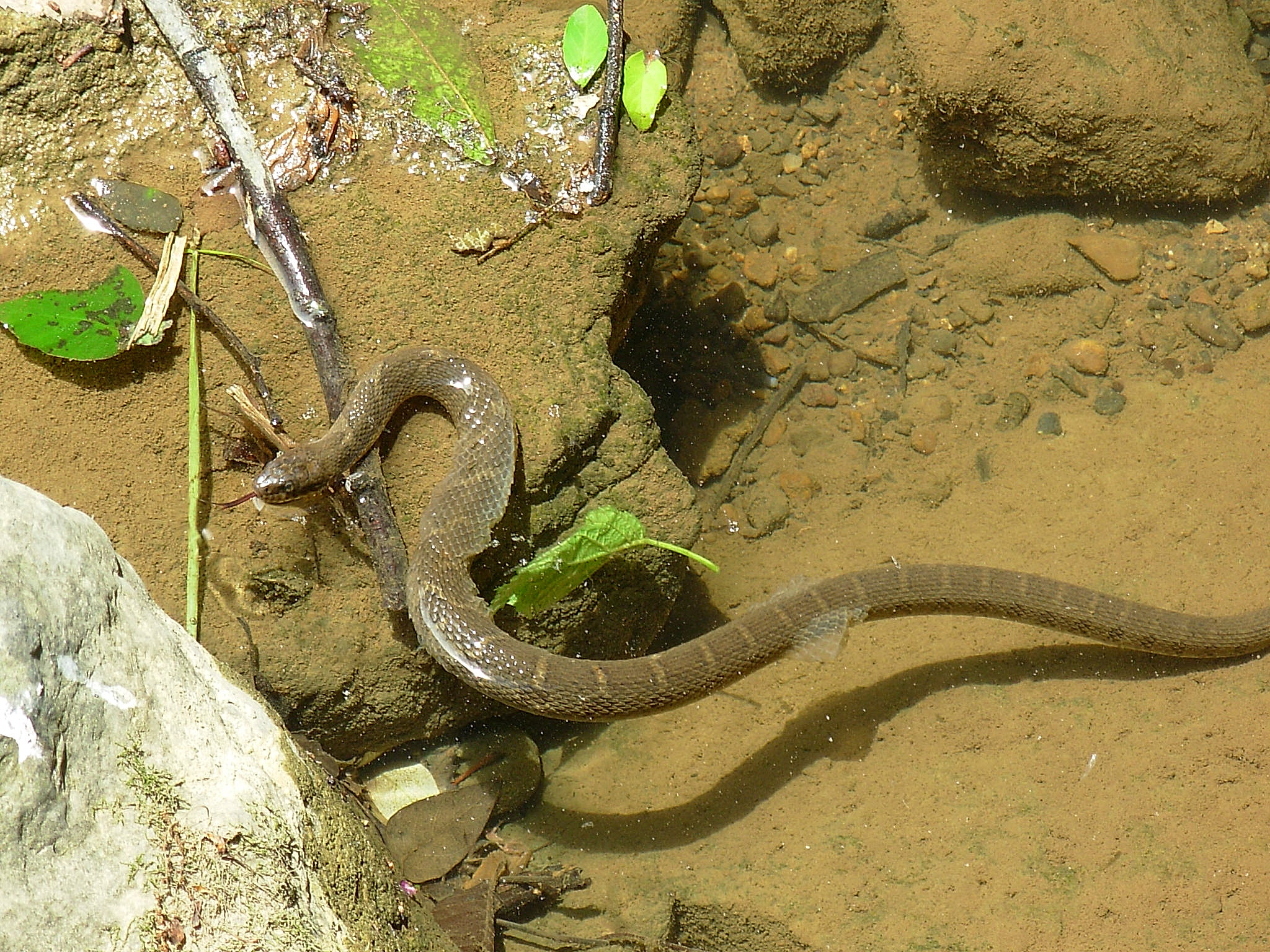
Северный американский уж (Nerodia sipedon) меняет кожу.

Процесс линьки (шелушения) змеи решает ряд задач. Во-первых, это замена старых, изношенных клеток кожного покрова змеи. Во-вторых, он позволяет на какое-то время избавиться от паразитов, например клещей. В-третьих, некоторым животным (например, насекомым) линька позволяет расти. Однако в случае змей значение линьки для роста было оспорено.
Линька происходит периодически в течение всей жизни змеи. Перед линькой змея перестаёт есть и часто скрывается, перемещаясь в безопасное место. Незадолго до линьки кожа становится тусклой и сухой на вид, а глаза становятся мутными или синего цвета. Внутренняя поверхность старой кожи разжижается. Это приводит к тому, что старая кожа отделяется от новой, расположенной под ней. Через несколько дней глаза проясняются, и змея «выползает» из своей старой кожи. При этом старая кожа лопается в области рта, и змея начинает извиваться, используя силу трения и опираясь на шероховатую поверхность. Во многих случаях процесс сброса старой кожи (пилинг) осуществляется назад по ходу тела (от головы до хвоста) единым фрагментом, как при выворачивании носка наизнанку. Новый, более крупный и яркий слой кожи оказывается снаружи.
Взрослые (старшие) змеи способны менять свою кожу только один или два раза в год. Однако более молодые особи, которые продолжают расти, могут линять до четырёх раз в год. Сброшенная кожа является идеальным отпечатком внешнего покрова. Если она осталась неповреждённой, по ней обычно можно определить вид змеи. Благодаря периодическому обновлению кожи змея стала символом исцеления и медицины (изображение на жезле Асклепия).

### Скелет

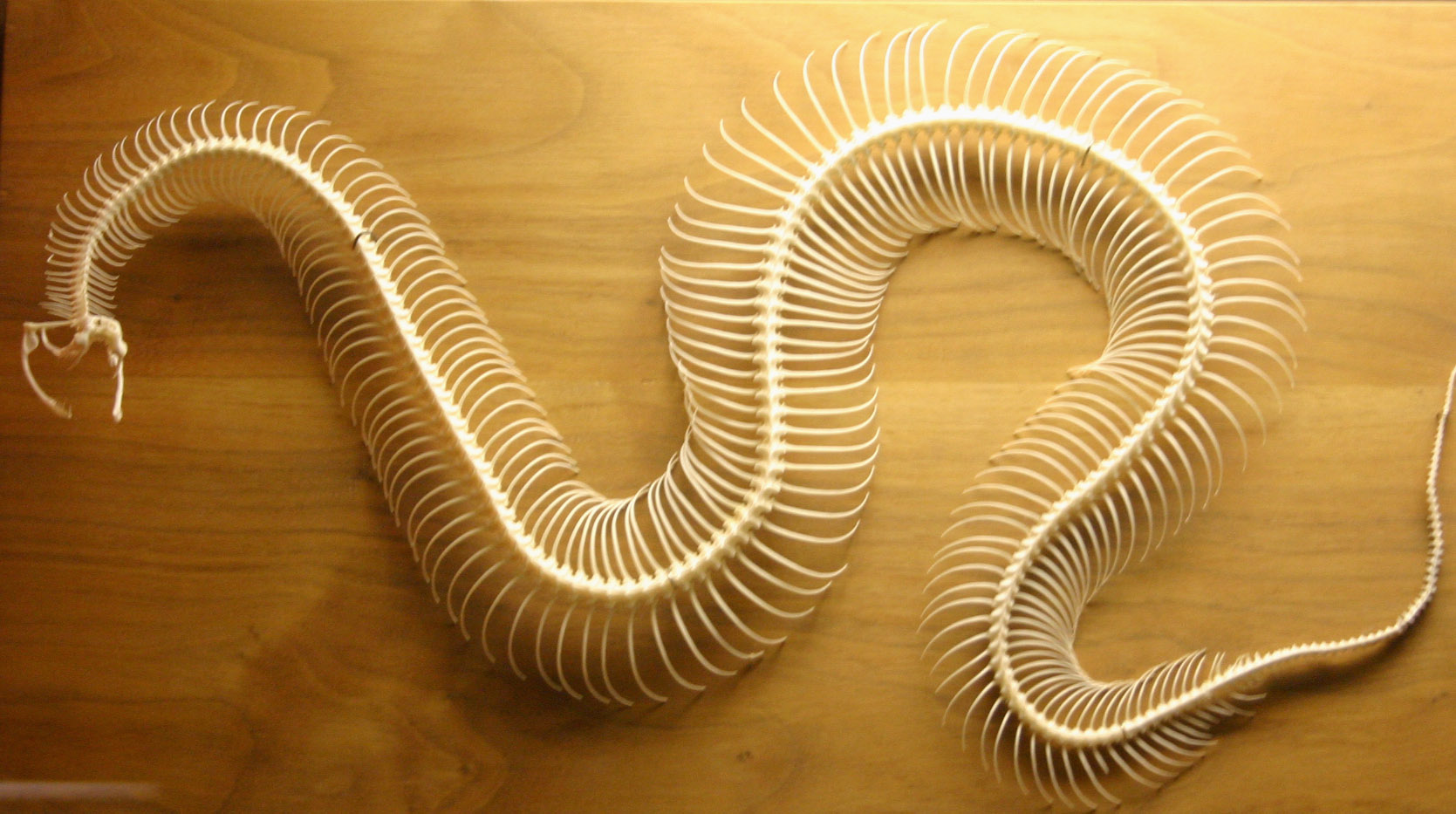
Скелет змеи.

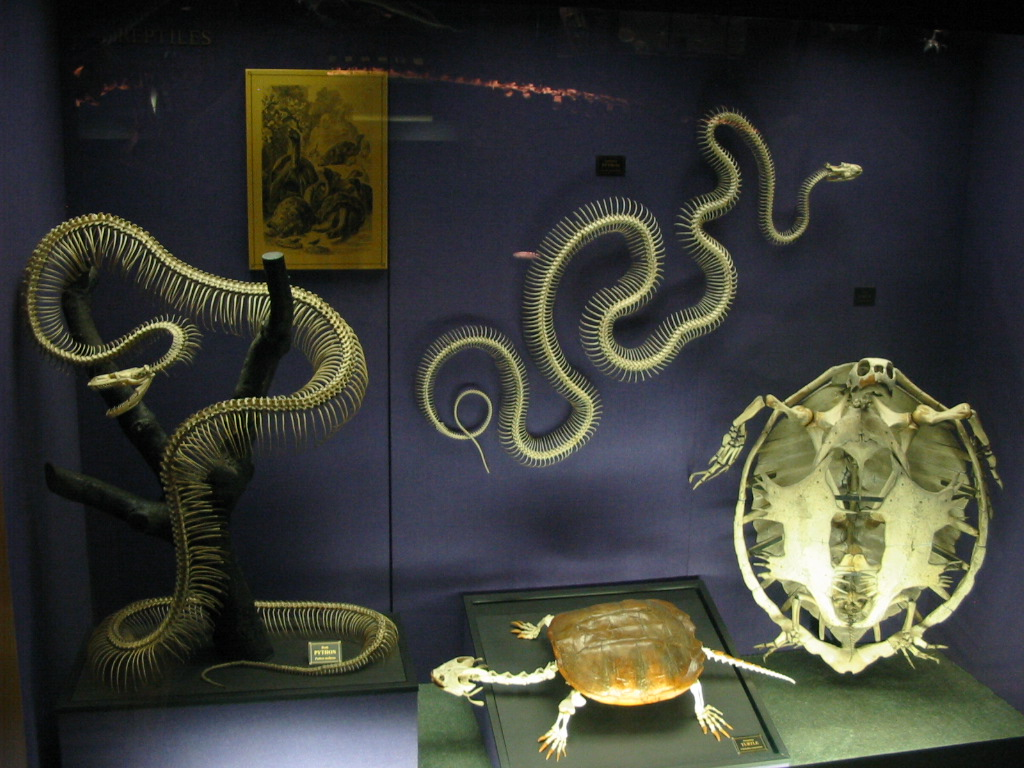
Скелеты змей радикально отличаются от скелета черепахи, состоящего в основном из расширенной грудной клетки.

Череп змей диапсидный, но обе височные дуги отсутствуют. Мозговая коробка спереди имеет окостенение, что защищает мозг при заглатывании крупной добычи. Череп большинства змей отличается сильным развитием кинетизма, то есть многие кости черепа подвижны относительно друг друга. У змей очень подвижны квадратные, соединённые с ними чешуйчатые, а также верхнечелюстные, верхневисочные, нёбные и крыловидные кости, которые соединены с мозговой коробкой эластичными связками. Угловая, надугловая и сочленовная кости нижней челюсти сросшиеся, а между ними и зубной костью присутствует подвижное сочленение. Обе половины нижней челюсти соединены эластичной связкой. Такая система подвижно сочленённых костей способствует чрезвычайно широкому раскрыванию рта, что необходимо для заглатывания крупной добычи целиком, а также обеспечивает возможность независимых движений правой и левой половин челюстного аппарата при проталкивании добычи в глотку с поочередным перехватыванием. Всё это позволяет змеям заглатывать относительно очень крупную добычу, по размерам часто превышающую толщину туловища змеи.
Зубы змей расположены на зубных, верхнечелюстных, крыловидных и иногда на предчелюстных костях. Зубы острые и тонкие, приросшие к краям челюстных костей или соединённые с челюстью при помощи особых связок. У ядовитых змей на верхнечелюстных костях расположены крупные острые, загнутые назад ядовитые зубы. Такие зубы имеют бороздку на передней поверхности или внутренний канал, по которым яд при укусе попадает в рану. У гадюковых змей за счет подвижности укороченных верхнечелюстных костей ядовитые зубы могут вращаться на 90°. Ядовитые зубы в некоторых случаях (у габонской гадюки) достигают длины 4,5 сантиметров.
Змеи отличаются большим количеством позвонков (от 200 до 450).
Грудины, как и грудной клетки, нет, при заглатывании пищи рёбра раздвигаются. Плечевой пояс отсутствует. Рудименты тазового пояса сохраняются у некоторых примитивных семейств змей. Шейный отдел сохранился в количестве 3 позвонков.

### Внутренние органы

Схематичное изображение внутренних органов змеи: 1 — пищевод, 2 — трахея, 3 — трахейное лёгкое, 4 — рудиментарное левое лёгкое, 5 — правое лёгкое, 6 — сердце и вилочковая железа, 7 — печень, 8 — желудок, 9 — воздушный (плавательный) мешок, 10 — жёлчный пузырь, 11 — поджелудочная железа, 12 — селезёнка, 13 — кишечник, 14 — семенники, 15 — почки.

Внутренние органы имеют вытянутую форму и расположены асимметрично. Кроме того, некоторые из парных органов утратили одну половину и стали непарными. Например, у наиболее примитивных змей развиты оба лёгких, но при этом правое всегда больше левого; у большинства змей левое лёгкое совсем исчезает, либо рудиментарно. Гадюки и некоторые другие змеи, помимо правого лёгкого, имеют еще и так называемое трахейное лёгкое, образованное расширенной задней частью трахеи. Само же лёгкое в своей задней части преобразовано в тонкостенный резервуар для воздуха. Водяным змеям оно служит плавательным пузырём. Он очень растяжим, и змея может сильно раздуваться при вдохе, а при выдохе может издавать громкое и продолжительное шипение.
Сердце змей расположено в области раздвоения трахеи и заключено в сердечную сумку — перикард. В связи с отсутствием диафрагмы сердце способно перемещаться, что защищает его от возможного повреждения при прохождении крупных жертв по пищеводу. Сосудистая система змей также имеет особенности. Селезёнка с прикреплённым к ней жёлчным пузырём, а также поджелудочная железа фильтруют кровь. В сердечно-сосудистой системе змей имеется уникальная почечная портальная система — кровь от хвоста змеи проходит через почки, прежде чем вернуться к сердцу. Вилочковая железа находится в жировой ткани выше сердца и отвечает за выработку иммунных клеток в кровь. Лимфатические узлы у змей отсутствуют.
Пищевод змей очень мускулист, что облегчает проталкивание пищи в желудок, который представляет собой удлинённый мешок, переходящий в сравнительно короткий кишечник.
Почки сильно вытянуты в длину, а мочевой пузырь отсутствует. Семенники тоже удлинены, а копулятивный орган самцов представляет собой парные мешки, обычно снабженные различными по величине и форме шипиками. Эти мешки лежат под кожей позади анального отверстия и выворачиваются наружу при возбуждении. В яйцеводах змей четыре отдела: воронка, белковая часть, яйцевая камера и матка. Белковый отдел яйцеводов змей по гистологической структуре сходен с аналогичным отделом яйцевода птиц, но заметно короче него. В яйцевой камере яйца находятся весьма долго. В это время яйцевая камера играет роль инкубатора: снабжает яйца влагой и обеспечивает газообмен зародыша.

### Органы чувств

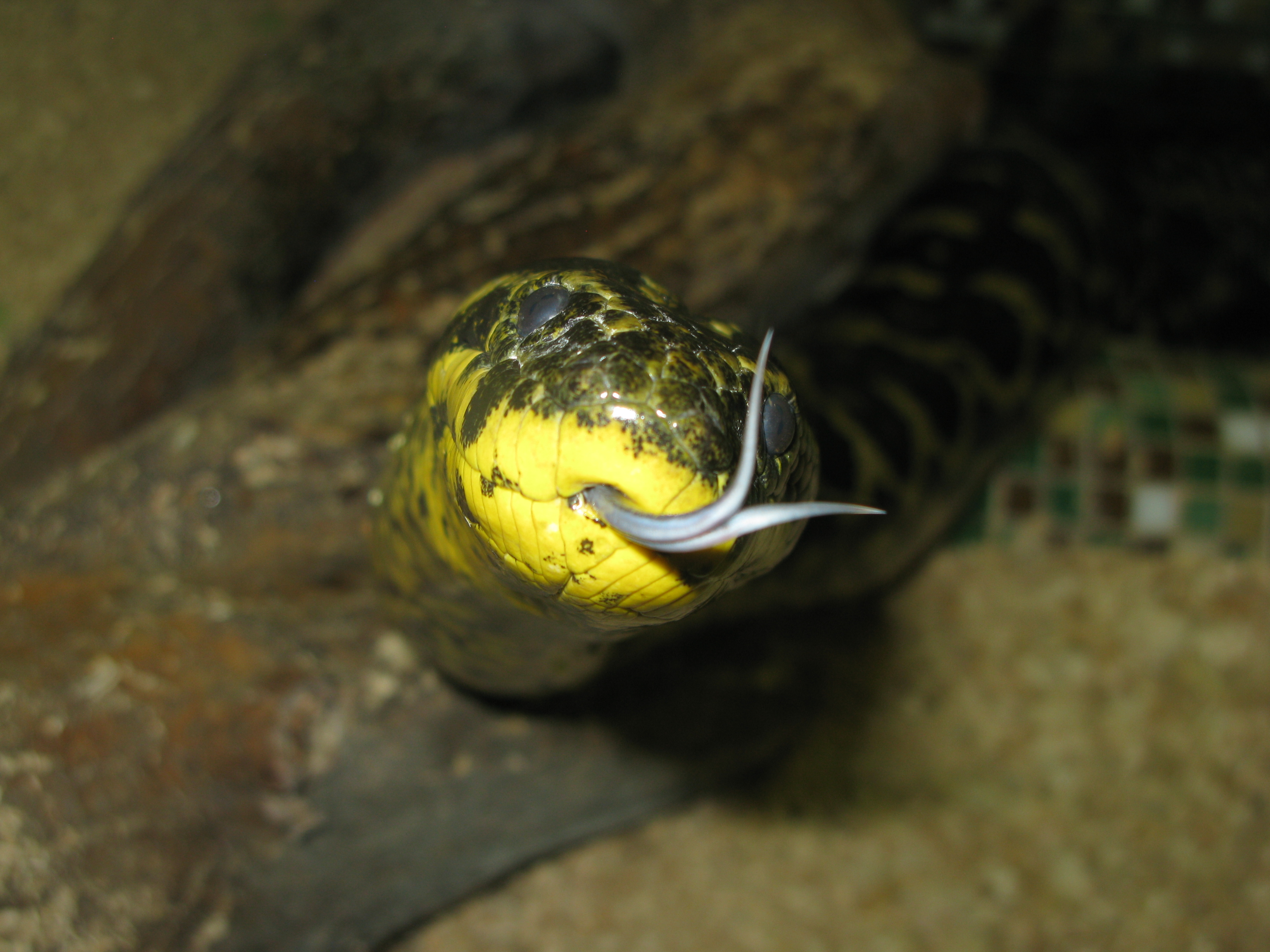
Раздвоенный язык жёлтой анаконды.

#### Обоняние
В поисках добычи змеи отслеживают запахи, используя раздвоенный язык для сбора частиц из окружающей среды и затем передавая их на анализ в ротовую полость (а точнее, в вомероназальный орган или орган Якобсона). Змеиный язык постоянно находится в движении, отбирая пробы частиц воздуха, почвы или воды. Анализируя их химический состав, он позволяет обнаружить добычу или хищника и определить их положение. У змей, обитающих в воде (например, у анаконды), язык эффективно функционирует под водой. Таким образом, он даёт возможность направленного обоняния и определения вкуса одновременно.

#### Зрение
Глаза змей защищены сросшимися прозрачными веками. Их зрение варьирует в широких пределах — от способности только отличить свет от тьмы до довольно острого. Вообще говоря, оно направлено не столько на получение резкого изображения, сколько на отслеживание движения. Как правило, зрение хорошо развито у древесных змей и слабо — у роющих (ведущих в основном подземный образ жизни). Некоторые змеи (например, Ahaetulla) обладают бинокулярным зрением — способны наводить оба глаза на одну точку. Фокусировка глаза у большинства змей осуществляется путём движения хрусталика относительно сетчатки, в то время как у большинства остальных амниот — путём изменения его кривизны.

#### Тепловая чувствительность

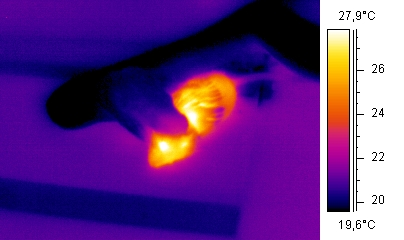
Термограмма: холоднокровная змея схватила теплокровную мышь

По сравнению с другими пресмыкающимися у змей наиболее развитый орган тепловой чувствительности. Он находится на лицевой ямке между глазом и носом с каждой стороны головы. Гадюки, питоны, удавы обладают чувствительными рецепторами, расположенными в глубоких канавках на морде. Они позволяют им «видеть» тепло, излучаемое теплокровной добычей (например, млекопитающими). Другие представители оснащены тепловыми рецепторами, выстилающими верхнюю губу чуть ниже ноздрей. У ямкоголовых змей термолокаторы позволяют определять даже направление источника теплового излучения. При этом они воспринимают инфракрасное излучение, исходящее от окружающих предметов, именно по его тепловому действию.

#### Вибрационная чувствительность
Наружное и среднее ухо (в том числе слуховое отверстие и барабанная перепонка) у змей отсутствуют, однако они ощущают вибрацию земли и звуки (хотя и в довольно узком диапазоне частот). Части тела, находящиеся в прямом контакте с окружающей средой, очень чувствительны к вибрации. Благодаря этому змеи чувствуют приближение других животных.

## Среда обитания и образ жизни

### Распространение
Змеи освоили практически все жизненные пространства Земли, кроме воздушного. Они встречаются на всех материках, кроме Антарктиды. Змеи распространены от Полярного круга на севере до южной оконечности Американского материка. Особенно многочисленны они в тропических областях Азии, Африки, Южной Америки и в Австралии. Отсутствуют в высоких широтах (в том числе в Гренландии и Исландии), а также в Ирландии и Новой Зеландии.
Предпочитают обитать на территориях с жарким климатом. Обитают в различных экологических условиях — лесах, степях, пустынях, в предгорьях и горах.
Змеи в основном ведут наземный образ жизни, но некоторые виды живут под землёй, в воде, на деревьях. При наступлении неблагоприятных условий (например, при похолодании) змеи впадают в спячку.

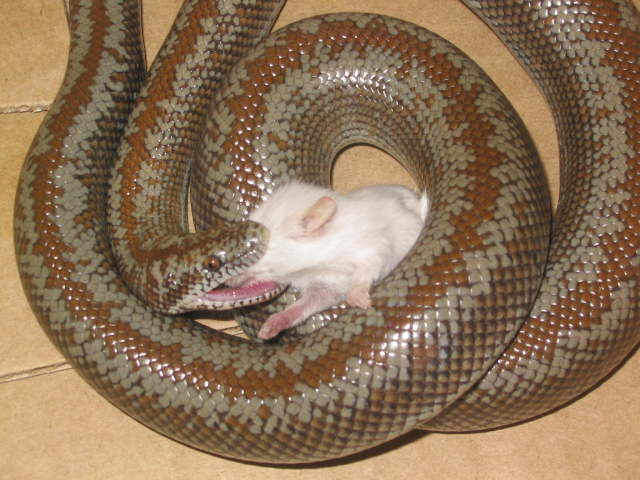
Калифорнийский удав поедает мышь

### Питание
Все известные змеи — хищники. Питаются разнообразными животными, в том числе морскими обитателями: позвоночными и беспозвоночными. Существуют виды змей, которые специализируются на поедании определённого вида добычи, то есть стенофаги. Например, глянцевый рачий уж (Liodytes rigida) питается почти исключительно речными раками, а африканские яичные змеи (Dasypeltis) — только яйцами птиц.
Неядовитые змеи заглатывают добычу живьём (например, ужи) либо предварительно умертвляют её, сжимая челюстями и придавливая телом к земле (стройные полозы) или удушая в кольцах тела (удавы и питоны). Ядовитые змеи убивают добычу, вводя в её тело яд при помощи специализированных ядопроводящих зубов.
Змеи, как правило, заглатывают добычу целиком. Механизм заглатывания состоит в попеременном движении правой и левой половинами нижней челюсти (змея как бы натягивает себя на добычу).
Некоторые виды змей питаются другими змеями, например королевские кобры.

## Размножение

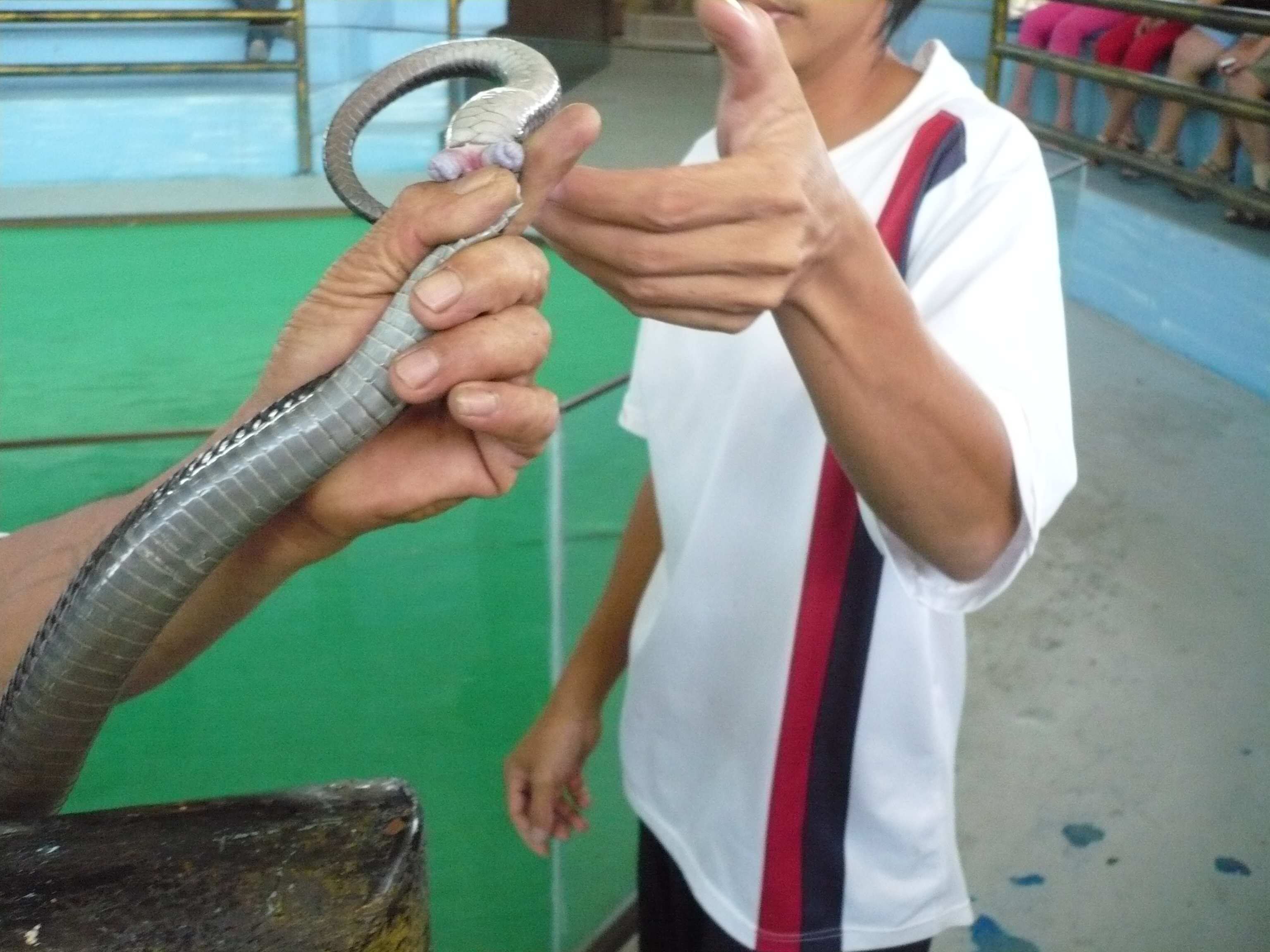
Половые органы кобры.

Большинство змей размножаются откладкой яиц, но некоторые виды яйцеживородящие или живородящие. В брачный период самцы многих видов устраивают поединки, высоко поднимая переднюю часть тела и пытаясь обвить друг друга и прижать к земле.

## Классификация

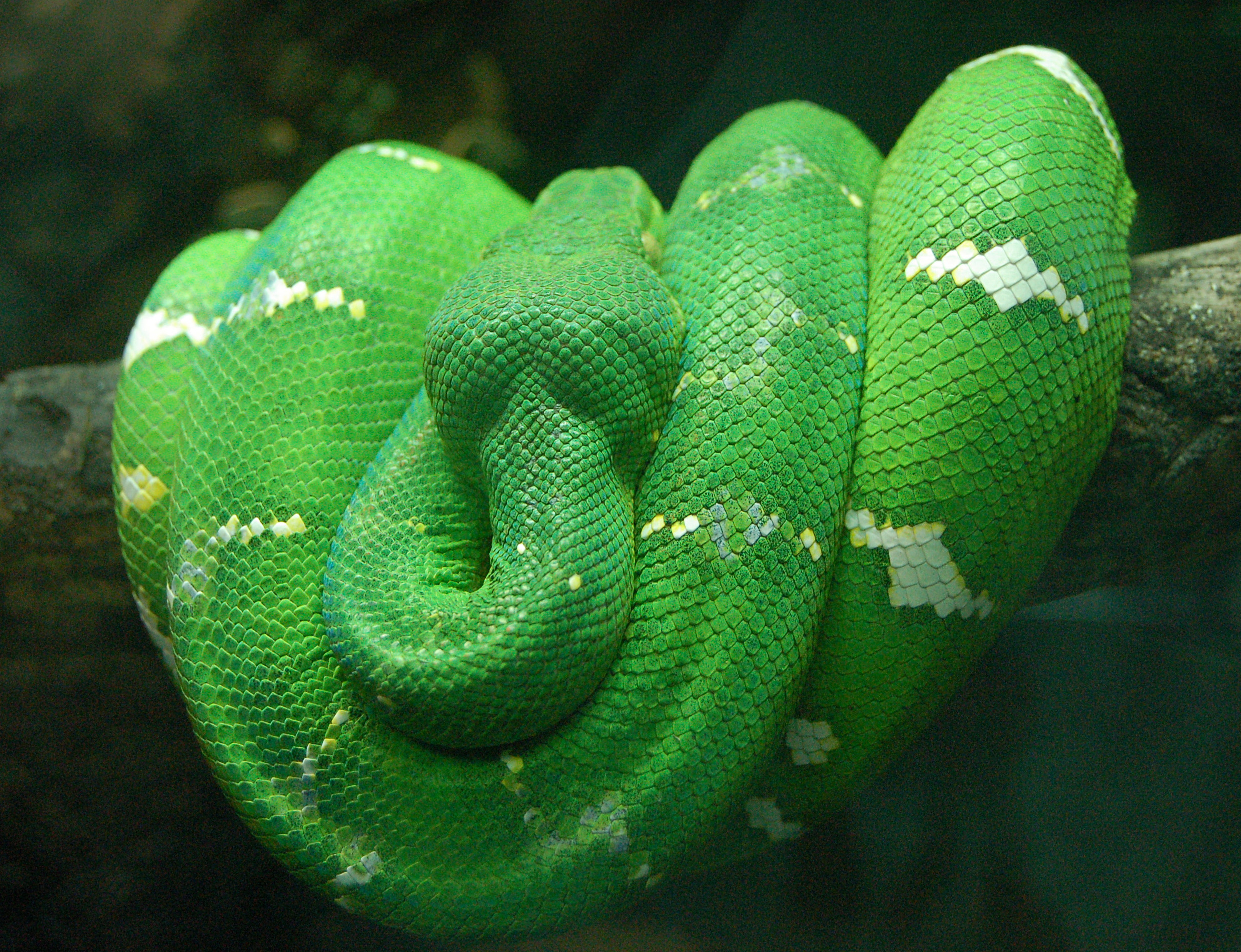
Собакоголовый удав — представитель семейства Ложноногие змеи.

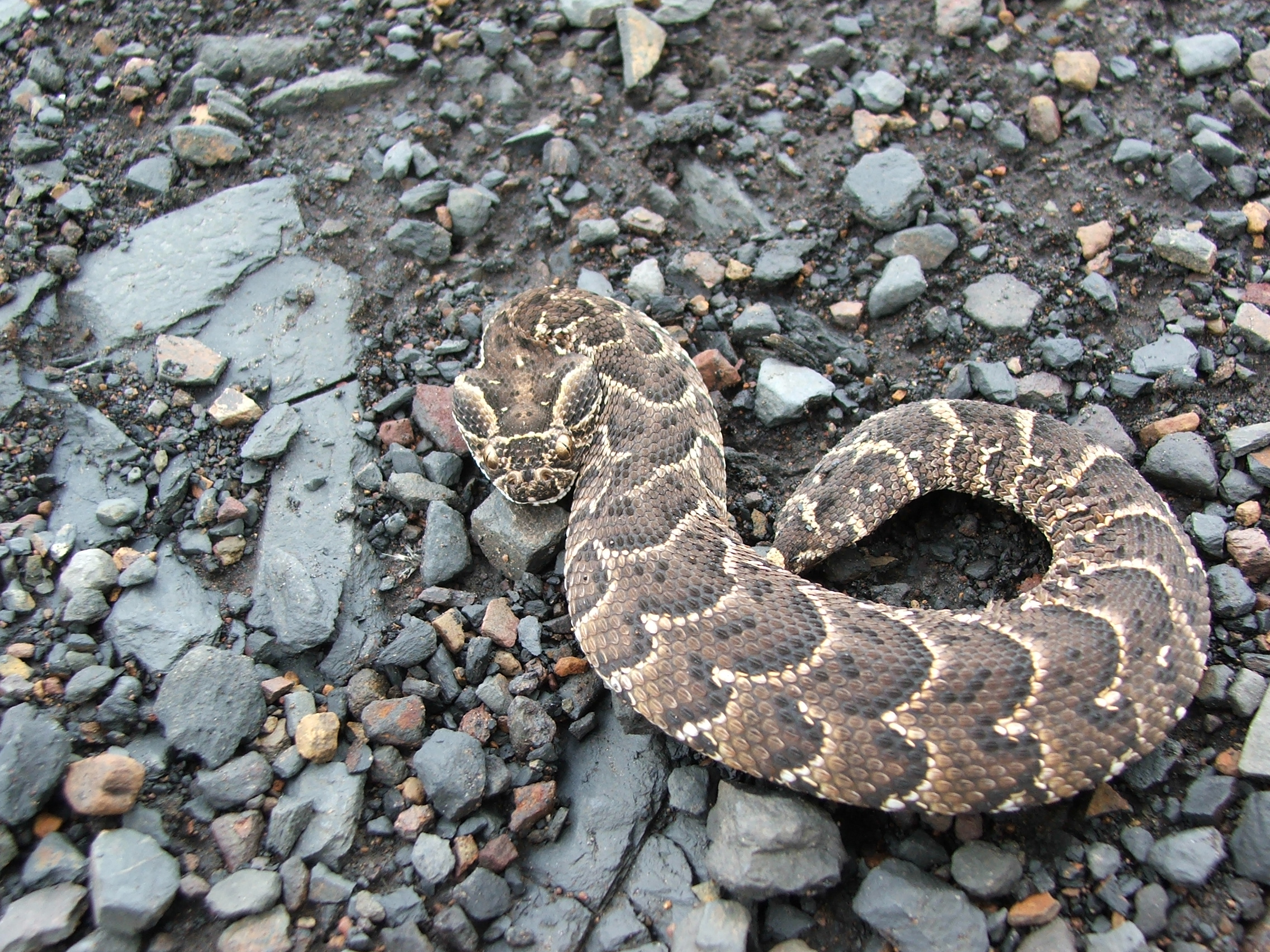
Шумящая гадюка — представитель семейства Гадюковые.

Основные группы змей — Scolecophidia (слепые змеи, 1 надсемейство) и Alethinophidia (все остальные змеи, 5 надсемейств). Иногда им придают ранг инфраотрядов. Alethinophidia делят на Caenophidia (высшие и бородавчатые змеи) и Henophidia (все остальные).
По данным базы The Reptile Database, по состоянию на февраль 2017 года известен 3631 вид змей. Их объединяют в более 20 семейств и 6 надсемейств (4 семейства пока не включены ни в одно надсемейство). Ядовитые змеи составляют около четверти известных видов.
- Семейство Aniliidae — Вальковатые змеи
- Семейство Bolyeriidae — Маскаренские удавы, или болиериды
- Семейство Tropidophiidae — Земляные удавы
- Семейство Xenophidiidae
- Надсемейство Acrochordoidea
  - Семейство Acrochordidae — Бородавчатые змеи
- Надсемейство Uropeltoidea
  - Семейство Anomochilidae
  - Семейство Cylindrophiidae — Цилиндрические змеи
  - Семейство Uropeltidae — Щитохвостые змеи
- Надсемейство Pythonoidea
  - Семейство Loxocemidae — Мексиканские земляные питоны
  - Семейство Pythonidae — Питоны
  - Семейство Xenopeltidae — Лучистые змеи
- Надсемейство Booidea
  - Семейство Boidae — Ложноногие змеи
- Надсемейство Colubroidea
  - Семейство Colubridae — Ужеобразные
  - Семейство Lamprophiidae
  - Семейство Elapidae — Аспидовые
  - Семейство Homalopsidae
  - Семейство Pareidae
  - Семейство Viperidae — Гадюковые
  - Семейство Xenodermidae
  - Семейство Xenodermatidae
- Надсемейство Typhlopoidea (инфраотряд Scolecophidia)
  - Семейство Anomalepididae — Американские червеобразные змеи
  - Семейство Gerrhopilidae
  - Семейство Typhlopidae — Слепозмейки
  - Семейство Leptotyphlopidae — Узкоротые змеи
  - Семейство Xenotyphlopidae

### Ископаемые виды
Одно из вымерших семейств змей — Madtsoiidae. К нему относится, в частности, найденный в 1987 году и описанный в 2010 году Sanajeh indicus. Он жил около 67 миллионов лет назад (в маастрихтском веке мелового периода) и имел длину 3,5 метра. Вместе с его костями были обнаружены ископаемые остатки скорлупы. Это первое свидетельство того, что змеи поедали яйца и детёнышей динозавров. К этому же семейству отнесён вид Najash rionegrina, живший на территории Аргентины в меловом периоде, около 95 миллионов лет назад (сеноман). Его остатки были найдены в 2006 году.
У некоторых вымерших змей сохранились рудименты задних конечностей, например у представителя семейства пахиофиид — Eupodophis descouensi.